# براتی (لیکعنیا)
براتی (یونانی باستان: Βαράτη) (به یونانی باستان: Βαράτη)، باراتا (Βάρατα) یا (Βάραττα)، شهری در لیکاونیای باستانی در ناحیه آناتولی مرکزی بود. نام شهر به صورت براترا نیز نوشته شده‌است.